# Schwedischer Hartriegel
Der Schwedische Hartriegel (Cornus suecica) ist eine Pflanzenart aus der Gattung der Hartriegel (Cornus) innerhalb der Familie der Hartriegelgewächse (Cornaceae). Er hat ein zirkumpolares Verbreitungsgebiet; einige Vorkommen reichen südwärts bis Schleswig-Holstein und in die Niederlande.

## Beschreibung

### Vegetative Merkmale
Der Schwedische Hartriegel ist eine ausdauernde krautige Pflanze. Die jährlich gebildeten Triebe entspringen je nach Standort etwa Anfang Juni einem verzweigten Rhizom und erreichen eine Wuchshöhe von etwa 10 bis 30 Zentimeter. Das Rhizom ist mit schuppigen Blättern besetzt, die jeweils eine Knospe enthalten und an denen auch die Wurzeln entspringen. Die Wurzeln gehen eine Symbiose mit bestimmten Pilzen ein (Mykorrhiza).
Die gegenständigen Laubblätter sind oval und zugespitzt. Die Blattpaare verteilen sich recht gleichmäßig an den Stängeln, im Gegensatz zum Kanadischen Hartriegel, bei dem sie an den Stängelenden gehäuft sind. Die Stängel sind meist unverzweigt, seltener bilden sich am letzten Blattpaar Verzweigungen. Die Stängel enden mit einem Blütenstand oder bleiben rein vegetativ.

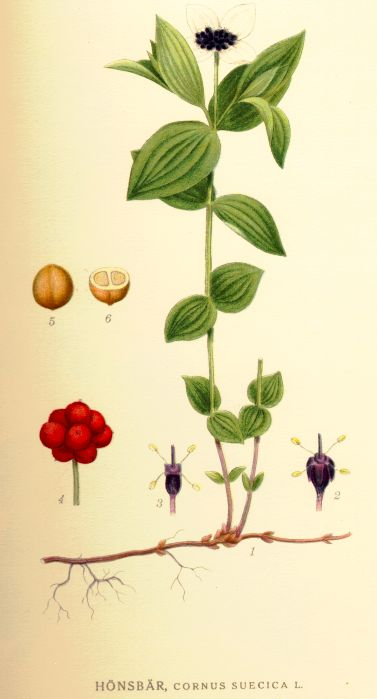
Illustration aus Lindmans „Bilder ur Nordens Flora“

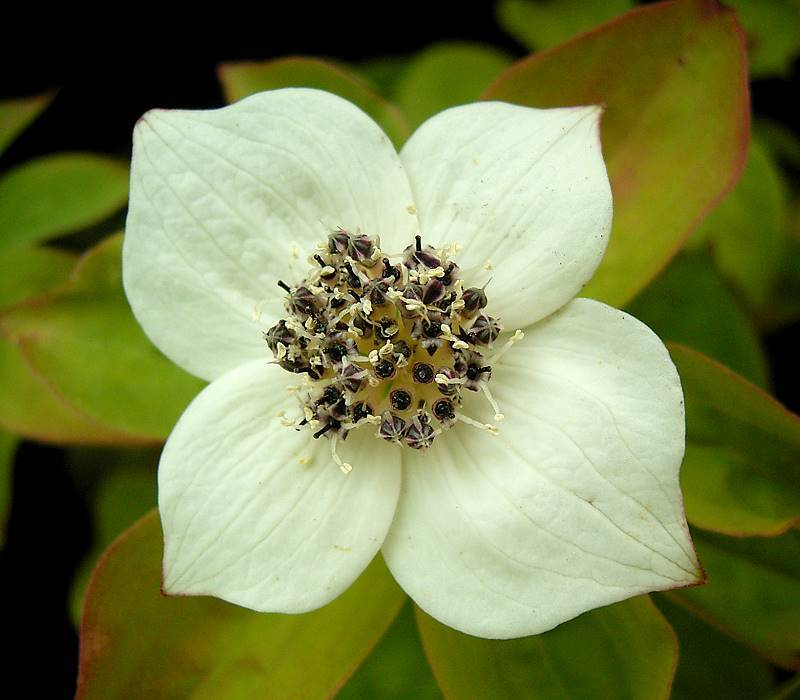
Blütenstand

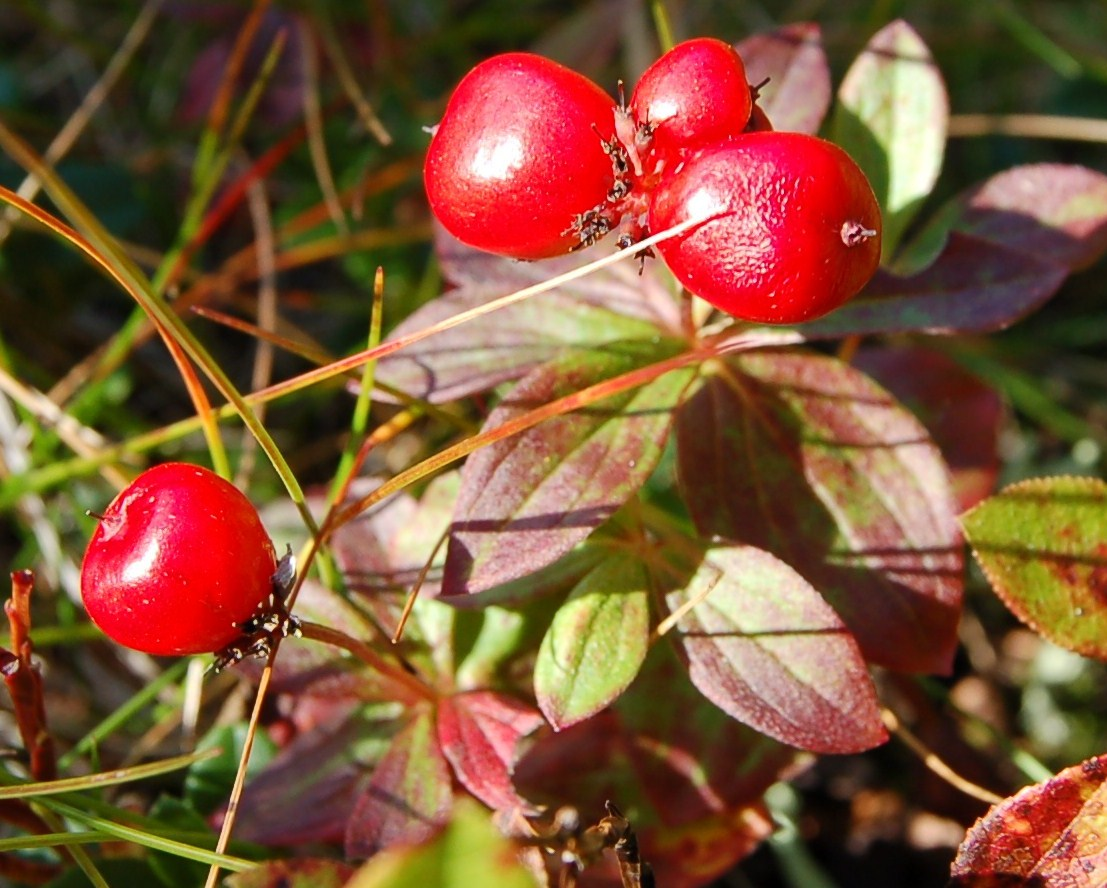
Fruchtstand

### Generative Merkmale
Der Blütenstand enthält etwa acht bis 25 Blüten. Der Blütenstand wird von vier weißen Hochblättern umgeben. Es sind vier dunkel-purpurnen Blütenhüllblätter vorhanden. Die Blüten enthalten eine Nektar absondernde Scheibe und werden von Insekten bestäubt, oder benachbarte Blüten eines Blütenstandes bestäuben sich. Beim Kanadischen Hartriegel wurde ein Mechanismus zum Herausschleudern der Pollen beschrieben, der ähnlich auch beim Schwedischen Hartriegel vorkommen soll: An einem Blütenhüllblatt befindet sich eine empfindliche Borste, die bei Berührung die noch geschlossene Blüte aufplatzen lässt und die Staubbeutel über ein Gelenk nach oben schleudert. Die Blütezeit liegt im Juli und August.
Die runden, roten Beeren reifen im September. Sie sind ungiftig, aber fade und mehlig. Sie werden von Tieren gefressen, die so für die Verbreitung sorgen. Der Same keimt im darauffolgenden Frühjahr.
Die Chromosomenzahl beträgt 2n = 22.

## Ökologie
Als Blütenbesucher wurden Eristalis arbustorum und Helophilus pendulus beobachtet.

## Verbreitung
Der Schwedische Hartriegel hat eine weite Verbreitung in der arktischen und subarktischen Zone. Er fehlt allerdings im kontinentalen Nordamerika, wo der ähnliche Kanadische Hartriegel vorkommt, und im kontinentalen Sibirien. Es ergeben sich zwei disjunkte Verbreitungsgebiete an Atlantik und Pazifik: einmal vom östlichen Nordamerika über Labrador, Neufundland, Grönland und Island nach Nordeuropa und ins nordwestliche Russland; zum anderen von Alaska über die Aleuten bis nach Kamtschatka.
Die Vorkommen in Mitteleuropa liegen an der südlichen Verbreitungsgrenze; der Schwedische Hartriegel ist hier selten und in Deutschland gesetzlich geschützt (Bundesartenschutzverordnung). Er steht auf der Roten Liste gefährdeter Arten (Kategorie 1) und ist in Deutschland „vom Aussterben bedroht“.
Der Schwedische Hartriegel wächst auf sauren Substraten und benötigt eine gute Wasserversorgung. Er ist oft mit verschiedenen Vaccinium-Arten vergesellschaftet und besiedelt Moore, Heide sowie lichte Birken- und Kiefernwälder. Er gedeiht vor allem in Gesellschaften der Klasse Vaccinio-Piceetea und auch in denen der Ordnung Vaccinio-Genistetalia.

## Taxonomie
Der Schwedische Hartriegel wurde 1753 von Carl von Linné in Species Plantarum Tomus I, S. 118 als Cornus suecica erstbeschrieben.

## Sonstiges
Theodor Storm hat in seiner Novelle Waldwinkel ein Gedicht mit dem Titel „Cornus suecica“ verfasst:
Eine andre Blume hatt ich gesucht –

Ich konnte sie nimmer finden;

Nur da, wo zwei beisammen sind,

Taucht sie empor aus den Gründen.